# وليم ستانلي بيرت
وليم ستانلي بيرت (بالإنجليزية: William Stanley Peart)‏ (ولد في 31 مارس 1922 - توفي في 14 مارس 2019) هو طبيب وباحث سريري بريطاني، يُعتبر أول من فسَّرَ إطلاق النورإبينفرين بعد تحفيز الأعصاب الودية. حصل على ميدالية بوكانان عام 2000، وذلك نظرًا لمساهمته في أُسسِ فهم نظام الرينين-أنجيوتنسين، خاصةً من خلال عمله الأساسي على عزلِ وتحديد بنية الأنجيوتنسين وتنقيةِ الرينين والدراساتِ اللاحقة حول التحكم في إطلاق الرينين.